# KV Hoogkerk
KV Hoogkerk is een korfbalvereniging uit het dorp Hoogkerk in de Nederlandse provincie Groningen. Het eerste team komt in de zaal en op het veld uit in de tweede klasse.
De vereniging heeft ongeveer 250 leden. In 2013 waren er 5 seniorenteams, 2 midweekteams en 11 jeugdteams van KV Hoogkerk in de competitie actief.

## Accommodatie
KV Hoogkerk speelt zijn thuiswedstrijden op Sportpark Hoogkerk, gelegen aan de Zuiderweg te Hoogkerk. Het bestaat uit een kunstgrasveld en een grasveld. In de zaalcompetitie maakt KV Hoogkerk gebruik van de nabijgelegen sporthal. Tussen de zaal en het veld staat het clubhuis Thuisvak.